# Bouquemaison
 Bouquemaison  es una población y comuna francesa, en la región de Picardía, departamento de Somme, en el distrito de Amiens y cantón de Doullens.

## Demografía
| 545 | 517 | 490 | 466 | 460 | 485 |
| Para los censos de 1962 a 1999 la población legal corresponde a la población sin duplicidades (Fuente: INSEE [Consultar]) |     |     |     |     |     |